# 卢比孔河
卢比孔河（義大利語：Rubicone）是意大利北部的一条约29公里长的河流。这条河源自亚平宁山脉，流经艾米利亚-罗马涅大区南部，最终在里米尼以北大约18公里处流入亚德里亚海。
在西方，“渡过卢比孔河”（英語：Crossing the Rubicon）是一句很流行的成语，意为“破釜沉舟”。这个习语源自于西元前49年，凱撒破除将领不得带兵渡过卢比孔河的禁忌，带兵进军罗马与格奈乌斯·庞培展开内战，并最终获胜的典故。

## 历史
根据当时的罗马共和国法律，任何将领都不得带领军队越过作为意大利本土与山南高卢分界线的卢比孔河，否则就会被视为叛变。这条法律确保了罗马共和国不会遭到来自内部的攻击。因此，当凱撒带领着自己从高卢带来的军团（凱撒当时任高卢行省总督）在前49年1月渡过卢比孔河的时候，他无疑挑起了与罗马的当权者（主要是庞培和元老院中的貴族派）的内战，同时也将自己置于了叛国者的危险境地。
根据古罗马作家苏维托尼乌斯的记载，凱撒在渡河前也曾犹豫过。最终还是指挥部队渡过了卢比孔河，并留下了“Alea iacta est”（骰子已经掷下）的名句。这便是“渡过卢比孔河”这一习语的由来。直至今日，人们还用“渡过卢比孔河”或者“卢比孔河”这个词本身还被用来形容人们采取断然手段，破釜沉舟，并将自己投身于没有退路的危险境地的行为。当然在某些时候，这个习语还被用来描述其本意所指的某人对自己的祖国使用武力的行为。

## 地点的混淆
在凱撒渡河之后没有多少年，新皇帝奥古斯都就把山内高卢行省（今天的意大利北部）并入了意大利本土范围，从此卢比孔河失去了作为意大利界河的重要意义。随着时间的推移，“卢比孔”这个名字渐渐从当地地名中消失了。
西罗马帝国陷落后以及中世纪最初的几个百年中，拉文纳和里米尼之间的海岸平原被大水淹没过好多次，如同本地区中的很多其他小河一样，卢比孔河的河道改变了好多次。由于这个原因，并且出于当地在中世纪后发展农业的需要，14-15世纪期间当地兴建了很多水利设置。很多河流因此裁弯取直，变成了今天的模样。在此后的几个世纪里，位于拉文纳和里米尼之间亚德里亚海岸的几条河流都被认为是古代的卢比孔河。今天的第9号国道仍然是按照原来古罗马时期的艾米利亚大道在山地和平原间穿行的线路。查找卢比孔河原始河道的尝试只能依靠古代遗留下来的文献以及其他考古遗迹，例如依靠指示古代河流与最近的村镇间距离的古罗马里程碑。
在这里需要强调的是罗马大道的统计距离的起点（类似今日的“零公里”），始终是位于每个罗马城镇中的两条南北向和东西向的主路的交叉点。根据一份古代文献中显示的罗马路网图，在意大利东北部有一条标识为“fl. Rubico”的河流位于里米尼12罗马里（18公里）以北的海岸线上，其中的12罗马里指的是里米尼和一个位于卢比孔河以西，位于艾米利亚大道上，叫做“Ad confluentes”的地点之间的距离。
在1933年，经过数世纪的努力，一条流經魯比科內河畔薩維納諾的河流「Fiumicino」被官方确认为先前的卢比孔河。最终的证据出现在1991年。三位意大利学者（Pignotti, Ravagli and Donati）在研究了包括西塞罗在内的很多古代资料之后，通过计算古代文献各个重要地点之间的位置和距离之后证实了这一结论。

## 今日
今天，已经很难查证凱撒渡河的确切地点。卢比孔河畔的萨维格纳诺（Savignano sul Rubicone）是一个工业城镇，而且这是整个艾米利亚-罗马涅大区里污染最严重的一条河。同时，对于卢比孔河上游的地下水的过度开采以及其自身春季的自然干涸导致了其流量下降。再加上卢比孔河即使按照古罗马当时的标准也是一条很小的河，因此除了在上游部分，其余的自然河道早已消失。